# Algoritmo de Johnson
Algoritmo de Johnson é uma forma de encontrar o menor caminho entre entre dois pontos. Ele permite que algumas arestas tenham número negativo, mas ciclos negativos não devem existir. Este algoritmo trabalha com base no Algoritmo de Bellman-Ford, para computar uma transformação de um grafo de entrada, que remove todas os pesos negativos, permitindo o uso do algoritmo de Dijkstra no grafo transformado. Recebe esse nome em homenagem a Donald B. Johnson, o primeiro a descrevê-lo, em 1977.

## Descrição do algoritmo
É formado pelos seguintes passos:
1. Primeiro, um novo nó q é adicionado ao grafo, conectado com peso zero (0) com cada um dos outros nós.
2. Segundo, é usado o algoritmo de Bellman–Ford, começando a partir do novo nó q, para encontrar cada um dos vértices v, o de menor peso h(v) do caminho de q para v. Se esse passo detectar um ciclo negativo, o algoritmo é terminado.
3. O próxima borda do grafo original é reponderada usando os valores calculados pelo algoritmo Bellman–Ford: uma borda de u para v, tendo comprimento w(u,v), é dada pelo novo comprimento w(u,v) + h(u) −h(v).
4. Finalmente, q é removido, e o algoritmo de Dijkstra é usado para encontrar o menor caminho para cada um dos nós s para todos os outros vértices no grafo reponderado.

Exemplo de código em c++:
```
#include
<iostream>

#define INF 9999

using
 
namespace
 
std
;

int
 
min
(
int
 
a
,
 
int
 
b
);

int
 
cost
[
10
][
10
],
 
adj
[
10
][
10
];

inline
 
int
 
min
(
int
 
a
,
 
int
 
b
){

   
return
 
(
a
<
b
)
?
a
:
b
;

}

main
()
 
{

   
int
 
vert
,
 
edge
,
 
i
,
 
j
,
 
k
,
 
c
;

   
cout
 
<<
 
"Enter no of vertices: "
;

   
cin
 
>>
 
vert
;

   
cout
 
<<
 
"Enter no of edges: "
;

   
cin
 
>>
 
edge
;

   
cout
 
<<
 
"Enter the EDGE Costs:
\n
"
;

   
for
 
(
k
 
=
 
1
;
 
k
 
<=
 
edge
;
 
k
++
)
 
{
 
//take the input and store it into adj and cost matrix

      
cin
 
>>
 
i
 
>>
 
j
 
>>
 
c
;

      
adj
[
i
][
j
]
 
=
 
cost
[
i
][
j
]
 
=
 
c
;

   
}

   
for
 
(
i
 
=
 
1
;
 
i
 
<=
 
vert
;
 
i
++
)

      
for
 
(
j
 
=
 
1
;
 
j
 
<=
 
vert
;
 
j
++
)
 
{

         
if
 
(
adj
[
i
][
j
]
 
==
 
0
 
&&
 
i
 
!=
 
j
)

            
adj
[
i
][
j
]
 
=
 
INF
;
 
//if there is no edge, put infinity

      
}

   
for
 
(
k
 
=
 
1
;
 
k
 
<=
 
vert
;
 
k
++
)

      
for
 
(
i
 
=
 
1
;
 
i
 
<=
 
vert
;
 
i
++
)

         
for
 
(
j
 
=
 
1
;
 
j
 
<=
 
vert
;
 
j
++
)

            
adj
[
i
][
j
]
 
=
 
min
(
adj
[
i
][
j
],
 
adj
[
i
][
k
]
 
+
 
adj
[
k
][
j
]);
 
//find minimum path from i to j through k

   
cout
 
<<
 
"Resultant adj matrix
\n
"
;

   
for
 
(
i
 
=
 
1
;
 
i
 
<=
 
vert
;
 
i
++
)
 
{

      
for
 
(
j
 
=
 
1
;
 
j
 
<=
 
vert
;
 
j
++
)
 
{

            
if
 
(
adj
[
i
][
j
]
 
!=
 
INF
)

               
cout
 
<<
 
adj
[
i
][
j
]
 
<<
 
" "
;

      
}

      
cout
 
<<
 
"
\n
"
;

   
}

}

```

Saída:
```
Enter no of vertices: 3
Enter no of edges: 5
Enter the EDGE Costs:
1 2 8
2 1 12
1 3 22
3 1 6
2 3 4
Resultant adj matrix
0 8 12
10 0 4
6 14 0

```